# Роджерс, Кэмрин
Кэмрин Роджерс (англ. Camryn Rogers; род. 7 июня 1999, Ричмонд, Британская Колумбия) — канадская легкоатлетка, которая специализируется в метании молота. Олимпийская чемпионка 2024 года, чемпионка мира 2023 года, призёр чемпионата мира 2022 года, победительница Игр Содружества 2022 года. Участница летних Олимпийских игр 2020 года в Токио.

## Карьера
Роджерс родилась и выросла в Ричмонде, Британская Колумбия. После развода родителей, когда ей было три года, она осталась с матерью — Шери Роджерс, парикмахер.
В 2019 году приняла участие в Панамериканских играх, которые состоялись в Перу. С результатом 66,09 метров она стала шестой в метании молота.
На летних Олимпийских играх в Токио, в августе 2021 года, Роджерс квалифицировалась в финал и с результатом 74,35 метра заняла итоговое пятое место.
Канадка представляла свою страну на чемпионате мира 2022 года в Юджине. С результатом 75,52 метров она смогла завоевать серебряную медаль. На Играх Содружества в Бирмингеме она завоевала золото, метнув снаряд на 74,08 метра.
В 2023 году на чемпионате мира по лёгкой атлетике в Будапеште Кэмрин выиграла золото в метании молота с результатом 77,22 метра.
Была включена в состав женской сборной Канады по метанию молота на летние Олимпийские игры 2024 года. В Париже Кэмрин метнула снаряд на 76,97 метров, став олимпийской чемпионкой.

## Основные результаты
| Год  | Соревнование                      | Место проведения          | Место | Результат |
| ---- | --------------------------------- | ------------------------- | ----- | --------- |
| 2019 | Панамериканские игры              | Лима, Перу                | 6     | 66,09 м   |
| 2021 | Олимпийские игры                  | Токио, Япония             | 5     | 74,35 м   |
| 2022 | Чемпионат мира по лёгкой атлетике | Юджин, США                | 2     | 75,52 м   |
| 2022 | Игры Содружества                  | Бирмингем, Великобритания | 1     | 74,08 м   |
| 2023 | Чемпионат мира по лёгкой атлетике | Будапешт, Венгрия         | 1     | 77,22 м   |
| 2024 | Олимпийские игры                  | Париж, Франция            | 1     | 76,97 м   |